# Eupithecia tenera
Eupithecia tenera är en fjärilsart som beskrevs av William Schaus 1913. Eupithecia tenera ingår i släktet Eupithecia och familjen mätare. Inga underarter finns listade i Catalogue of Life.